# Verbrauchsgüterkauf
Der Verbrauchsgüterkauf ist im deutschen Schuldrecht der Verkauf einer beweglichen Sache durch einen Unternehmer (§ 14 BGB) als Verkäufer an einen Verbraucher (§ 13 BGB) als Käufer. Dies gilt auch für einen Vertrag, der neben dem Verkauf einer beweglichen Sache die Erbringung einer Dienstleistung durch den Unternehmer zum Gegenstand hat (vgl. § 474 Abs. 1 S. 2 BGB).

## Allgemeines
Die Vorschriften sind im Rahmen der Schuldrechtsmodernisierung mit Wirkung vom 1. Januar 2002 in das BGB eingefügt worden, um die Verbrauchsgüterkauf-Richtlinie der Europäischen Union (EG-RL 99/44) fristgerecht in nationales Recht umzusetzen. Die Verbrauchsgüterkauf-Richtlinie wurde ersetzt durch die Warenkauf-Richtlinie (Richtlinie (EU) 2019/771), die zum 1. Juli 2021 umzusetzen ist. Die Umsetzung der Warenkauf-Richtlinie und der gleichzeitig ergangenen Digitale-Inhalte-Richtlinie (Richtlinie (EU) 2019/770) erfordert erneut Änderungen der deutschen Regelung des Verbrauchsgüterkaufs.
Die Rechtsfolgen des Verbrauchsgüterkaufs bestehen zunächst darin, dass bestimmte allgemeine Regelungen des Kaufrechts keine Anwendung finden. Es sind dies:
- die Haftungsbeschränkung bei öffentlicher Versteigerung (§ 445 BGB) und
- der Gefahrübergang auf den Käufer bereits durch Absendung beim Versendungskauf (§ 447 BGB).

Eine weitere Einschränkung betrifft die Haftung des Verkäufers bei Mängeln: Beim Verbrauchsgüterkauf ist ein vertraglicher Haftungsausschluss sowohl bei gebrauchten als auch bei neuen Sachen generell unzulässig (§ 476 Abs. 1 BGB). Lediglich die Schadensersatzansprüche des Käufers gegenüber dem Verkäufer lassen sich ausschließen oder beschränken (§ 476 Abs. 3 BGB). In der Praxis hat dies besondere Bedeutung beim privaten Gebrauchtwagenkauf von einem gewerblichen Autohändler. Der früher übliche weitgehende Gewährleistungsausschluss ist heute nicht mehr möglich.
Beim Verbrauchsgüterkauf kann weiter die Verjährung der Gewährleistungsansprüche vertraglich nicht zum Nachteil des Käufers auf unter zwei Jahre bei neuen Sachen und nicht auf unter ein Jahr bei gebrauchten Sachen reduziert werden (§ 476 Abs. 2 BGB).
Schließlich wird der Verbraucher dadurch rechtlich gegenüber dem gewerblichen Käufer besser gestellt, dass er grundsätzlich gemäß § 477 BGB bei einem binnen 12 Monaten nach Übergabe der Kaufsache aufgetretenen Mangel nicht beweisen muss, dass der Mangel bereits bei Gefahrübergang vorhanden oder angelegt gewesen ist. Vielmehr wird das Vorhandensein des Mangels im entscheidenden Zeitpunkt gesetzlich vermutet. Der Verkäufer kann diese Vermutung durch den Gegenbeweis zu erschüttern versuchen.
Bis 2021 betrug diese Frist 6 Monate.

## Erweiterung der Beweislastumkehr
Nach der Rechtsprechung des Bundesgerichtshofs begründete die Vorschrift des § 477 BGB (§ 476 BGB aF) lediglich eine in zeitlicher Hinsicht wirkende Vermutung dahin, dass ein innerhalb von sechs Monaten ab Gefahrübergang aufgetretener Sachmangel bereits im Zeitpunkt des Gefahrübergangs vorgelegen habe. Sie galt dagegen bisher nicht für die Frage, ob überhaupt ein Mangel vorliegt. Wenn bereits nicht aufklärbar war, dass der eingetretene Schaden auf eine vertragswidrige Beschaffenheit des Kaufgegenstands zurückzuführen ist, ging dies bisher zu Lasten des Käufers. Der Käufer hatte also zu beweisen, dass ein Mangel überhaupt vorlag.
Der unter anderem für das Kaufrecht zuständige VIII. Zivilsenat des Bundesgerichtshofs hat seine bislang zu § 477 BGB entwickelten Grundsätze zugunsten des Käufers angepasst, um sie mit den Erwägungen in dem zwischenzeitlich ergangenen Urteils des Gerichtshofs der Europäischen Union (EuGH) vom 4. Juni 2015 in Einklang zu bringen.
Die mit diesem Urteil durch den Gerichtshof erfolgte Auslegung des Art. 5 Abs. 3 der Verbrauchsgüterkaufrichtlinie, der durch § 477 BGB in nationales Recht umgesetzt wurde, gebietet es, im Wege einer richtlinienkonformen Auslegung des § 477 BGB den Anwendungsbereich dieser Beweislastumkehrregelung zugunsten des Verbrauchers in zweifacher Hinsicht zu erweitern.
Dies betrifft zunächst die Anforderungen an die Darlegungs- und Beweislast des Käufers hinsichtlich des – die Voraussetzung für das Einsetzen der Vermutungswirkung des § 477 BGB bildenden – Auftretens eines Sachmangels innerhalb von sechs Monaten nach Gefahrübergang. Anders als dies der bisherigen Senatsrechtsprechung zu § 477 BGB entspricht, muss der Käufer nach Auffassung des Gerichtshofs im Rahmen von Art. 5 Abs. 3 der Verbrauchgüterkaufrichtlinie weder den Grund für die Vertragswidrigkeit noch den Umstand beweisen, dass sie dem Verkäufer zuzurechnen ist. Vielmehr hat er lediglich darzulegen und nachzuweisen, dass die erworbene Sache nicht den Qualitäts-, Leistungs- und Eignungsstandards einer Sache entspricht, die er zu erhalten nach dem Vertrag vernünftigerweise erwarten konnte. In richtlinienkonformer Auslegung des § 477 BGB lässt der Senat nunmehr die dort vorgesehene Vermutungswirkung bereits dann eingreifen, wenn dem Käufer der Nachweis gelingt, dass sich innerhalb von sechs Monaten ab Gefahrübergang ein mangelhafter Zustand (eine „Mangelerscheinung“) gezeigt hat, der – unterstellt er hätte seine Ursache in einem dem Verkäufer zuzurechnenden Umstand – dessen Haftung wegen Abweichung von der geschuldeten Beschaffenheit begründen würde. Dagegen muss der Käufer fortan weder darlegen und nachweisen, auf welche Ursache dieser Zustand zurückzuführen ist, noch dass diese in den Verantwortungsbereich des Verkäufers fällt.  Im Ergebnis wird die neue Rechtsprechung daher aller Voraussicht nach dazu führen, dass sich Verkäufer von gebrauchten Sachen (insbesondere Gebrauchtwagenhändler) bei Mängelstreitigkeiten künftig noch kulanter zeigen müssen und Kaufverträge eher rückabwickeln werden. Die Alternative eines teuren und risikobeladenen Gerichtsverfahrens ist für die Verkäufer noch unattraktiver geworden.